# Tesla Roadster
Tesla Roadster je električni športni avto tovarne Tesla Motors. V proizvodnji je bil od leta 2008 do 2012. Velja za prvo kvalitetno električno vozilo v masovni proizvodnji. Prodali so več kot 2.400 vozil v 31 državah. Izdelali so tudi primerke z volanom na desni strani. Tržna cena vozila je bila 109.000$ Ameriških dolarjev, oziroma 84.000€. 
Roadster je prvo produkcijsko vozilo, ki je uporabilo Li-ion baterije in imelo doseg več kot 300 kilometrov. Rekordni doseg je bil 500 kilometrov.

## Zgodovina
Prvič je bil predstavljeni 19. julija 2006 v Santa Monici, Kalifornija. Pozneje so ga predstavili San Francisco International Auto Show in tudi drugih mednarodnih razstavah v Los Angelesu, Detroitu in Frankfurtu. Prvo produkcijsko vozilo je bilo dostavljeno februarja 2008. Izdelali so tudi zmogljivejšo različico Roadster Sport, ki je od 0 do 100 km/h pospešil v 3,7 sekunde v primerjavi z originalnim 3,9 s.
Tesla Motors je model Roadster izdeloval do januarja 2012, ko so porabili zalogo karoserij brez pogonskega sklopa (na osnovi Lotusa Elise), saj je njihova pogodba z Lotus Cars za dobavo 2.500 karoserij potekla ob koncu leta 2011.

## Razvoj
V dizajnu so uporabili AC-električni motor na bazi študijskega prototipa AC Propulsion's tzero. Idejo za avto sta dobila Martin Eberhard in Marc Tarpenning, pozneje se je pridružil Elon Musk, ki je prevzel glavno vlogo in vložil 7,5 milijona ameriških dolarjev. Elon je postal glavni menedžer in zaposlil  JB Straubel kot glavenga tehnologa (CTO). Musk je dobil ameriško nagrado Product deisgn award za Tesla Roadster.
AC Propulsion-ov pogonski sklop so predelali in izboljšali, tako da licenčne pravice niso bile več potrebne. Tesla je samostojno razvil tudi druge komponente.

## Tehnične specifikacije

### Motor
Roadster poganja 3-fazni, 4-polni AC-indukcijski motor z močjo 248 KM (185 kW). Največji navor je (270 Nm), dosegljiv od 0 pa do skoraj 6000 obratov. Stalen navor elektromotorja je velika prednost pred motorji z notranjim zgorevanjem. Motor je zračno hlajen in ne potrebuje hladilne tekočine. Motor ima zelo velik izkoristek 88-90%, zato je odvečne toplote zelo malo.
Pogon je na zadnji kolesi. Težišče avtomobila je malo pred zadnjo osjo.
Sport model ima bolj zmogljiv motor 288 KM (215 kW). Oba motorja lahko delujeta do 14.000 obratov. Teža motorja je zelo majhna, 32 kilogramov. Avto ima maksimalno hitrost 201 km/h

### Transmisija
Roadster uporablja enohitrostni menjalnik z razmerjem (8.2752:1) podjetja BorgWarner z električnim (ang. pawl) mehanizmom in mehanično mazalno črpalko.
Pred izbiro tega menjalnika so sodelovali s firmami XTrac in Magna International, vendar se je razvoj 2-hitrostnega menjalnika izkazala za preveč zapletenega. Pospešek do 100 km/h je bil 5,7 namesto 4,0 sekunde.
Menjalnik ima izbire P (park), R (reverse), N (neutral) in D (drive).

### Sposobnosti
Pospešek do 100 km/h je 3.9 sekunde. Pospeševanje do četrtine milje (400 m Drag Race) je 12,6 sekund.
Masa avtomobila je 1200 kilogramov. Avto ima nizek koeficient zračnega upora Cd 0,35, predvsem zaradi aerodinamičnih linij in gladkega spodnjega dela.
Doseg avtomobila po EPA specifikacijah je 393 kilometrov.

### Baterija
Li-ionska baterija ima 6381 celic zaporedno (serijsko) vezanih v 11 skupkov. Vsak skupek ima 9 delov, vsak del ima 69 paraleno (vzporedno) vezanih celic. Celica je tipa 18650, ki jo lahko najdemo tudi v prenosnikih. Ni povsem jasno točno kateri tip je uporabljen, LiCO ali LMO.
Baterija je zasnovana tako da se prepreči previsoke temperature (thermal runaway), tudi ko ne deluje hladilni sistem. Vgrajena je 146 watna hladilna črpalka.
Polno polnjenje 450 kilogramske baterije traja tri ure in pol s priključkom (High Power Connector), ki dovaja 70 amperski tok napetosti 240 voltov. Kapaciteta baterije 53 kWh.
Zamenjava baterije stane $36000 ameriških dolarjev. Življenjska doba baterije je 7 let ali 160.000 kilometrov